# ぽこぽこ軍将 棚からこぼれたストーリー
『ぽこぽこ軍将 棚からこぼれたストーリー』（ぽこぽこぐんしょう たなからこぼれたストーリー）は、2001年5月24日に株式会社ジャム・クリエーションのアダルトゲームブランド・ainos（アイノス）より発売されたアダルトゲーム。

## 概要
ainosの第2作。セックスシーンにJ.C.STAFF制作のアニメを導入した作りは前作『eye's ONLY その輝きは眩しさに満ちて』と同様だが、ゲームシステムは単なるコマンド選択アドベンチャーゲームではなく、テーブルゲームの1つである軍人将棋（軍将）を導入するなど、一応の変化を付けた部分が存在する。
プレイの際は起動後のメニュー画面から、軍将のみを楽しむ「フリーモード」か、各ヒロインとのショートストーリーも併せて楽しむ「ストーリーモード」のいずれかを選択することとなる。後者を全クリアすると、前作からのゲストヒロイン3人のショートストーリーが出現する。

## あらすじ
ある日、母親に言われて渋々自室の掃除を始めた主人公・倉沢樹は、棚から小さなUFOを発見する。しかし、それは宇宙から飛来していた本物であり、中からは変な日本語を喋る子サルか子イヌのような2頭身の宇宙人・テンとシバが現れる。主人公に助けてくれたお礼をしたいと言う2人は、自分達の星に伝わる軍将の良さを広めるべく地球へやってきたのだった…。

## 登場人物
倉沢 樹（くらさわ いつき）
主人公。浪人中の予備校生。
榊 梢（さかき こずえ）
樹の幼馴染。19歳。樹に秘めた想いを寄せている。
小泉 杏（こいずみ あん）
樹の先輩。20歳。駆け出し声優。
パトリシア 真崎（- まさき）
樹が通っている予備校の教師。24歳。金髪の日米混血。
藤崎 佳乃子（ふじさき かのこ）
樹の友人・雄二の継母。29歳。雄二との不仲が悩みの種。
森山 美帆子（もりやま みほこ）
樹が警備員のアルバイトで立っている会社のOL。23歳。上司と不倫中。
椎名 美希（しいな みき）
キャンペーンガール。ストーカーに狙われている。
楠 友里香（くすのき ゆりか）
樹の隣室に引っ越してきた女子大生。21歳。気さくなお姉さん。
安藤 百合恵（あんどう ゆりえ）
大波 さやか（おおなみ さやか）
曾我 美奈子（そが みなこ）
上記3人とも、『eye's ONLY その輝きは眩しさに満ちて』からのゲスト。

## スタッフ
- キャラクターデザイン、原画 - まきまきなると
- アニメーション制作 - J.C.STAFF
- 開発 - ゆい工房
- 制作、販売 - 株式会社ジャム・クリエーション

## 反響
本作は、美少女ゲーム雑誌BugBugの「2001年読者が選ぶ美少女ゲーム年間ランキング」のゲーム性部門の30位にランクインした。